# Bundesverband Legasthenie und Dyskalkulie
Der Bundesverband Legasthenie und Dyskalkulie e.V. (BVL) ist ein gemeinnütziger Verband von Eltern, betroffenen Menschen und an dem Problem der Legasthenie und/oder der Dyskalkulie Interessierten, der in seiner Zielsetzung von Pädagogen, Ärzten, Psychologen und anderen Wissenschaftlern unterstützt wird. Verbandszweck ist unter anderem die Wahrnehmung der Interessen von Personen mit Lese-Rechtschreib-Schwächen und Rechenschwächen, insbesondere mit Lese-Rechtschreib-Störungen (Legasthenie) sowie mit Rechenstörungen (Dyskalkulie).

## Geschichte
Der „Bundesverband Legasthenie“ (so der seinerzeitige Name) wurde am 24. April 1974 als Elternselbsthilfeverband gegründet. „Motor“ der Vereinsgründung war Carola Thole. Es gab damals keine Möglichkeit, für dieses Problem Unterstützung zu bekommen. Legasthenie und Dyskalkulie waren kaum bekannt, geschweige denn anerkannt. Die Gründung eines Selbsthilfeverbandes schuf die Möglichkeit des interdisziplinären Austausches. Ärzte und Wissenschaftler wurden bereits in den Anfangsjahren hinzugezogen, um eine fundierte Basis zu schaffen, das Problem Legasthenie zu definieren, zu erforschen und Therapie und Förderansätze zu finden. Seit 1975 führt der BVL Fachkongresse (heute „Bundeskongress“) durch. Der Wissenschaftliche Beirat sowie Bundesbeauftragte stellen ihr Expertenwissen zur Verfügung und pflegen Kontakte zu den für ihr Fachgebiet wichtigen Gremien.
Sitz des Verbandes ist seit 1987 Hannover.
Seit 2003 trägt der Verein den Namen „Bundesverband Legasthenie und Dyskalkulie e.V.“. Die Namensergänzung nach außen signalisierte, dass sich der Verband auch intensiv für die Interessen von Betroffenen mit einer Dyskalkulie einsetzt. In der Satzung (§ 2 Zweck und Aufgabe) ist das Thema Dyskalkulie bereits seit 1990 verankert.
Heute bilden der BVL und seine Landesverbände (LVL) eine starke Lobby für Betroffene.

### Vorsitzende
| Zeitraum  | Namen              |
| --------- | ------------------ |
| 1974–1975 | Carola Thole       |
| 1975–1980 | Volker Ebel        |
| 1980–1983 | Dr. Adolf Wedel    |
| 1983–1989 | Dr. Lisa Dummer    |
| 1989–2000 | Rita Schwark       |
| 2000–2018 | Christine Sczygiel |
| Seit 2018 | Tanja Scherle      |

## Leitbild und Tätigkeiten
Gemäß seinem Leitbild berät und unterstützt der Verband Betroffene, Lehrer, Therapeuten und Lernende.
Der BVL bietet Fachinformationen, veranstaltet Fachkongresse und steht im Dialog mit der Wissenschaft.
Der BVL und seine Landesverbände vertreten die Interessen von Mitgliedern und Betroffenen und setzen sich ein für bessere Rahmenbedingungen in Schule, Ausbildung, Arbeitsleben und Gesellschaft, sowie mehr Verständnis für Menschen mit Legasthenie und Dyskalkulie.
Durch seine Öffentlichkeitsarbeit will der Verband das gesellschaftliche Bewusstsein und die Akzeptanz von Menschen mit Legasthenie oder Dyskalkulie erhöhen.
Im Jahr 2016 hat der BVL gemeinsam mit der Deutschen Kinderhilfe den 30. September als bundesweiten Aktionstag Legasthenie und Dyskalkulie ausgerufen.

## Struktur

### Landesverbände
Unter dem Dach des Bundesverbandes Legasthenie und Dyskalkulie e.V. gibt es 13 Landesverbände, in denen es eine Vielzahl von Gruppen und Ansprechpartner vor Ort gibt sowie 2 Landesbeauftragte. Einige der Landesverbände verfügen auch über Kreisverbände.
Seitens der Landesbeauftragten, Landesverbände, Kreis- und Ortsgruppen wird kompetente Beratung und Information angeboten, überwiegend ehrenamtlich aus der Perspektive von Betroffenen bzw. Angehörigen von Betroffenen. Die Angebote vor Ort umfassen nicht nur Elterngruppen, sondern auch Informationsveranstaltungen und Fachtagungen.
Die Landesverbände in den neuen Bundesländern wurden erst nach der Wiedervereinigung gegründet und haben daher weniger Mitglieder. Die Landesverbände Berlin und Brandenburg wurden 2019 zum Landesverband Legasthenie und Dyskalkulie Berlin-Brandenburg e.V. zusammengelegt.

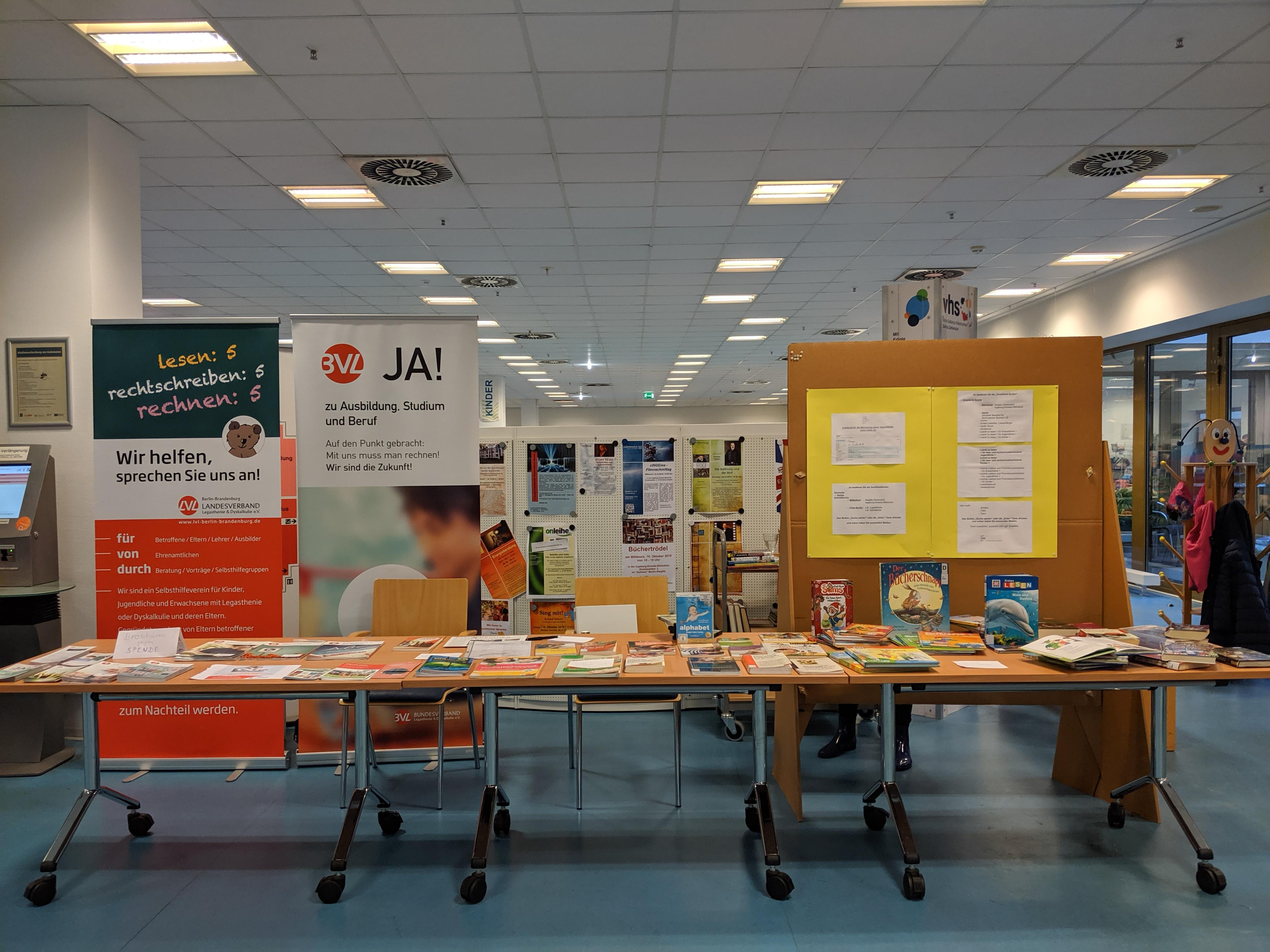
Stand der JA und LVL Berlin-Brandenburg

### Junge Aktive
Darüber hinaus gibt es die „Junge Aktive“, eine Gruppe von Jugendlichen und jungen Erwachsenen mit Legasthenie und/oder Dyskalkulie im Alter von 15 bis 35 Jahren, die bundesweit tätig ist. Die Gruppe unterstützt den Austausch und die Vernetzung und setzt sich in der Öffentlichkeit für mehr Aufklärung zu den Themen Legasthenie und Dyskalkulie ein.

### Internationale Vernetzung
Der BVL e.V. ist unter anderem Mitglied in der EDA (European Dyslexia Association) sowie der International Dyslexia Association.

## BVL-Zertifikat für Ausbildungsqualität
Der BVL hat einen Standard entwickelt, der die Ausbildungsqualität und Qualifikation von Legasthenie- und Dyskalkulie-Therapeuten sichern soll. Ausbildungseinrichtungen, die sich bewerben und die Voraussetzungen erfüllen, werden überprüft und erhalten das BVL-Zertifikat.
Die Weiterbildung umfasst einen theoretischen sowie einen praktischen Teil. Nach der erfolgreichen Teilnahme des Kurses an einer dieser Einrichtungen tragen Therapeuten den Titel „Dyslexie-Therapeut nach BVL“® beziehungsweise „Dyskalkulie-Therapeut nach BVL“.
Die medizinische Leitlinie „Diagnostik und Behandlung der Rechenstörung“ verweist u. a. auf den Standard, der seitens des BVL erstellt wurde.

## Publikationen
Das Mitgliedermagazin LEDY des BVL erscheint vierteljährlich (ISSN 1866-3672).
Der BVL veröffentlicht zahlreiche Informationsbroschüren zu Legasthenie und Dyskalkulie.

## Finanzierung der Arbeit
Selbstauskunft des Bundesverbandes Legasthenie und Dyskalkulie e.V.
Der Bundesverband Legasthenie und Dyskalkulie e.V. wird im Schwerpunkt durch ehrenamtliche Arbeit getragen. Neben den Einnahmen aus den Mitgliedsbeiträgen finanziert der Verein seine Arbeit durch die Förderung durch Krankenkassen und Spenden. Im Jahr 2017 hat der BVL über die Pauschalförderung der GKV 15.000 € und über die Projektförderung der BARMER GKV 14.729 € erhalten. Der Bundesverband ist wirtschaftlich unabhängig und neutral und hat in 2016 und 2017 keine Einnahmen von Wirtschaftsunternehmen aus dem Gesundheitswesen empfangen. Als Mitglied im Paritätischen Gesamtverband schließt sich der BVL den „Leitsätzen der Selbsthilfe für die Zusammenarbeit mit Personen des privaten und öffentlichen Rechts, Organisationen und Wirtschaftsunternehmen, insbesondere im Gesundheitswesen“ von der BAG Selbsthilfe und FORUM im Paritätischen an. In der „Matrix zur Selbstauskunft“ kommt der BVL e.V. seiner Verpflichtung zur Selbstauskauft nach. Der Verband lehnt jedwede Kooperation mit Wirtschaftsunternehmen und anderen leitsatzrelevanten Institutionen ab. Ergänzend weist der BVL darauf hin, dass es im Verein keine Unternehmen und Institutionen aus dem Bereich der pharmazeutischen Industrie, Hilfsmittelhersteller und Leistungserbringer als Mitglieder gibt. Der Bundesverband Legasthenie und Dyskalkulie e.V. erklärt, in keinerlei Abhängigkeit von Wirtschaftsunternehmen zu stehen.